# Редон Міхана
Редон Міхана (алб. Redon Mihana, нар. 28 червня 1999, Тирана) — албанський футболіст, нападник мальтійського клубу «Хамрун Спартанс» та молодіжної збірної Албанії.
Виступав також за клуб «Аполонія».
Чемпіон Мальти.

## Клубна кар'єра
Народився 28 червня 1999 року в місті Тирана. Вихованець юнацьких команд футбольних клубів «Лачі» та «Аполонія».
У дорослому футболі дебютував 2017 року виступами за команду «Аполонія», в якій провів чотири сезони, взявши участь у 92 матчах чемпіонату.  Більшість часу, проведеного у складі «Аполонії», був основним гравцем атакувальної ланки команди.
Згодом з 2021 по 2025 рік грав у складі команд «Динамо» (Тирана), «Егнатія», «Кастріоті», «Егнатія», «Ерзені» (Шияк) та «Кяпаз».
До складу клубу «Хамрун Спартанс» приєднався 2025 року. Станом на 2 липня 2025 року відіграв за хамрунський клуб 10 матчів в національному чемпіонаті.

## Виступи за збірні
У 2017 році дебютував у складі юнацької збірної Албанії (U-19), загалом на юнацькому рівні взяв участь у 1 іграх.
Протягом 2019–2020 років залучався до складу молодіжної збірної Албанії. На молодіжному рівні зіграв у 4 офіційних матчах.

## Титули і досягнення
- Чемпіон Мальти (1):

«Хамрун Спартанс»: 2024-2025